# كارل لودفيغ كيرلاخ
كارل لودفيغ كيرلاخ (بالدنماركية: Carl Ludvig Gerlach)‏ هو مغني أوبرا وملحن دنماركي، ولد في 26 أبريل 1832، وتوفي في 13 سبتمبر 1893.

## وصلات خارجية
- كارل لودفيغ كيرلاخ على موقع ميوزك برينز (الإنجليزية)